# لا پاز (سانتاندر)
لا پاز (انگلیسی: La Paz, Santander) نام یک منطقه مسکونی در کلمبیا است.